# Río Koksa
El río Koksa (del ruso: Река Кокса) es un corto río de Rusia, que discurre por la república de Altái (Siberia occidental). Es un afluente del río Katún por su margen izquierda, así pues, es un subafluente del Obi. 

## Geografía
Su cuenca hidrográfica tiene una superficie de 5600 km².
El Koksa es un río de alta montaña. Tiene su nacimiento en la región de las elevadas cumbres occidentales del macizo de Altái, muy cerca de la frontera con Kazajistán, a una cincuentena de kilómetros al noreste de la ciudad kazaja de Leninogor. Desde su nacimiento, se dirige hacia el este-sudeste, dirección que mantiene a lo largo de su recorrido de más o menos 150 kilómetros. Acaba por desembocar en el río Katún por su margen izquierda, cerca de la pequeña localidad de Oust-Koksa (a una altitud de 957 m).

## Hydrometría. Caudal mensual en Oust-Koksa
El caudal del río ha sido medido durante 51 años ( durante el periodo 1945-2000) en la estación hydrométrica de Oust-Koksa, ubicada a 2 kilómetros aguas arriba de su confluencia con el río Katún.
El caudal interanual medio módulo observado en Oust-Koksa en este periodo fue de 84,5 m³/s para una superficie drenada de 5600 km², que es la totalidad de la cuenca del río. La lámina de agua recogida en la cuenca es de 476 milímetros por año, lo que puede ser considerado como muy elevada.
Río de alta montaña, alimentado en gran parte por el deshielo de las nieves y de los glaciares de las elevadas montañas de la Altaï, el Koksa es un río de régimen nivoglaciar que presenta globalmente dos estaciones. 
Las aguas altas se desarrollan de la primavera hasta el final del otoño, del mes de mayo al mes de octubre. El pico de caudal tiene lugar en mayo y junio y corresponde al deshielo masivo de las nieves y de los hielos de las cumbres de su cuenca. A lo largo del verano, el caudal baja progresivamente aunque se mantiene bastante elevado.
Desde el mes de noviembre, el caudal del río baja rápidamente, lo que lleva al periodo de aguas bajas. Éste tiene lugar de diciembre a marzo inclusive. 
El caudal medio mensual observado en febrero (mínimo de estiaje) es de 14,7 m³/s, o sea el 6 % del caudal medio del mes de mayo (242 m³/s), lo que subraya la amplitud de la variación. estacional. En la observación de 51 años, el caudal mensual mínimo ha sido de 3,43 m³/s en febrero de 1982, mientras que el caudal mensual máximo se elevaba a 411 m³/s en junio de 1954.